# Нуоро (провинция)
Ну́оро (итал. Provincia di Nuoro, сард. Provìntzia de Nùgoro) — провинция в Италии, в регионе Сардиния. Расположена в восточной части острова Сардиния.
Образована в 1927 году. В 1974 году из провинции выделены коммуны Кульери, Скано-Монтиферро, Сеннариоло и Трезнурагес, переданные во вновь образованную провинцию Ористано. После реформы 2001 года ещё 48 муниципалитетов были переданы из Нуоро в другие провинции. В соответствии с законом от 4 февраля 2016 года 22 муниципалитета провинции Ольястра были возвращены в Нуоро.
Вследствие декларируемой высокой пропорции долгожителей в некоторых горных деревнях, часть провинции Нуоро относится к «голубым зонам» (в частности, часть территории бывшей провинции Ольястра и коммуна Оллолаи).